# NGC 812
NGC 812 è una galassia a spirale molto vasta situata nella costellazione di Andromeda, a una distanza di circa 238 milioni di anni luce dalla nostra Via Lattea.

## Scoperta
La galassia è stata scoperta l'11 dicembre 1876 dall'astronomo francese Édouard Stephan.

## Descrizione
NGC 812 presenta una larga riga a 21 cm dell'idrogeno neutro. Dato il valore della sua luminosità superficiale pari a 11,91, NGC 812 può essere inclusa tra le galassie ad elevata luminosità superficiale.

## Supernova
Il 3 novembre 2010, all'interno di NGC 812 è stata scoperta la supernova SN 2010jj dall'astronomo amatoriale statunitense Doug Rich. La supernova è stata classificata di tipo IIn.

## Gruppo di NGC 812
La galassia NGC 812 è la più vasta e brillante di un gruppo di tre galassie. Gli altri due membri del Gruppo di NGC 812 sono NGC 846 e UGC 1686.